# Crotalus horridus
Crotalus horridus, tên thông dụng thường gọi là rắn đuôi chuông gỗ, rắn đuôi chuông bãi lau sậy hoặc rắn đuôi chuông dải là một loài rắn đuôi chuông độc được tìm thấy ở miền đông Hoa Kỳ. Đây là loài rắn chuông duy nhất trong hầu hết các khu có đông dân sinh sống ở Đông Bắc Hoa Kỳ. Hiện không có phân loài hiện nào được công nhận.
Rắn trưởng thành có chiều dài trung bình 91–152 cm. Độ dài tối đa được ghi nhận là 189,2 cm (Klauber, 1956). Holt (1924) đề cập đến một mẫu vật lớn bị bắt ở quận Montgomery, Alabama, có tổng chiều dài 159 cm và nặng 2,5 kg. Các mẫu vật lớn được cho là có thể nặng đến 4,5 kg. Hầu hết các con rắn đuôi chuông này có kích thước ít hơn 100 cm và cân nặng 580-900 g.
Con mồi của chúng chủ yếu là động vật có vú nhỏ, nhưng có thể bao gồm chim nhỏ, ếch nhái, hoặc các loài rắn khác. Mặc dù có khả năng ăn rắn đuôi chuông, con mồi rắn phổ biến nhất của chúng là rắn sọc.

## Hình ảnh

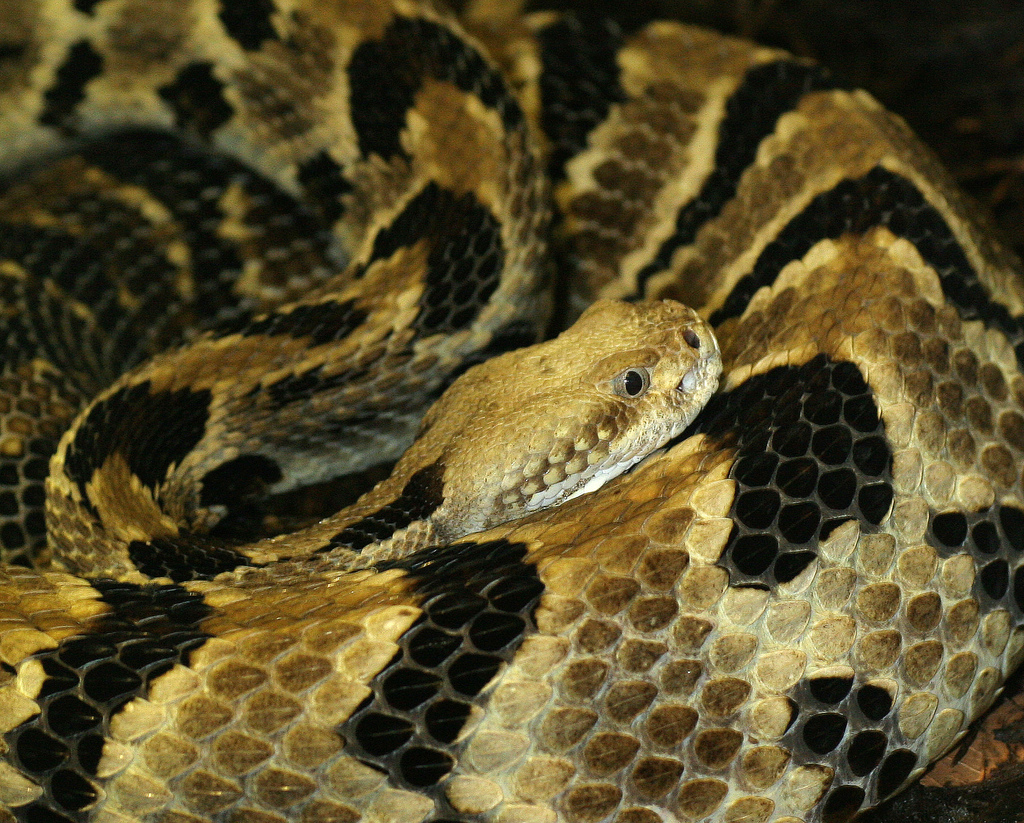
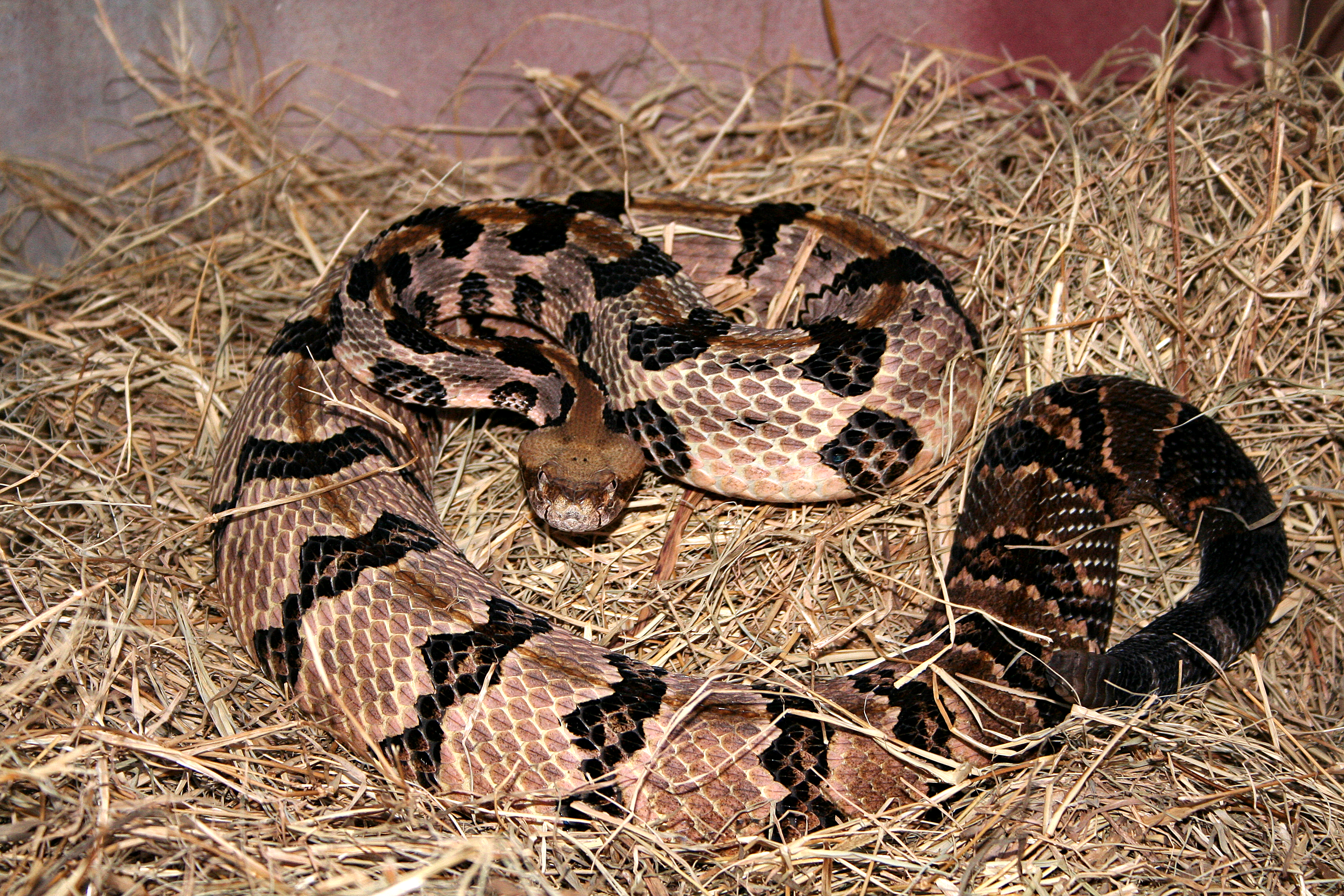
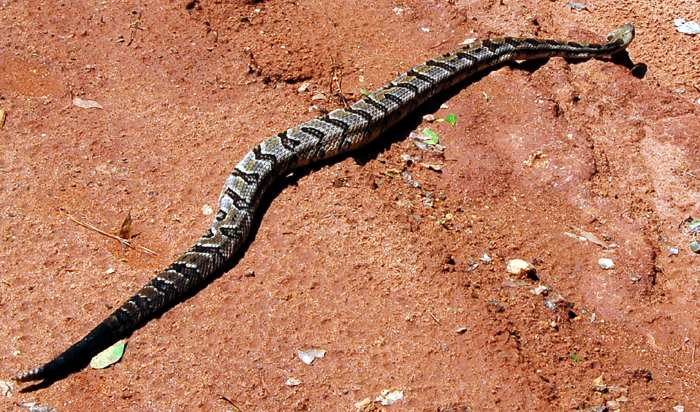
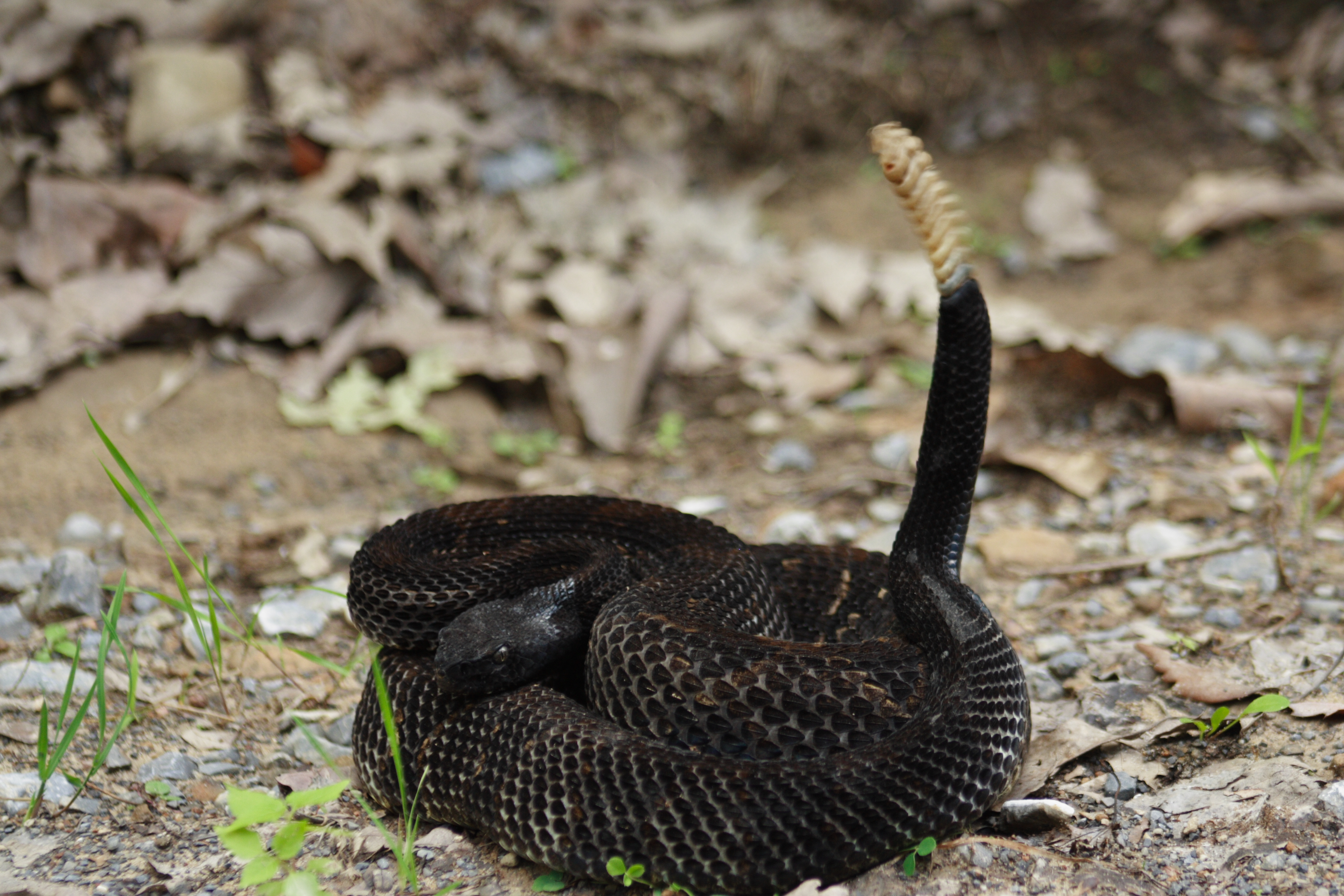
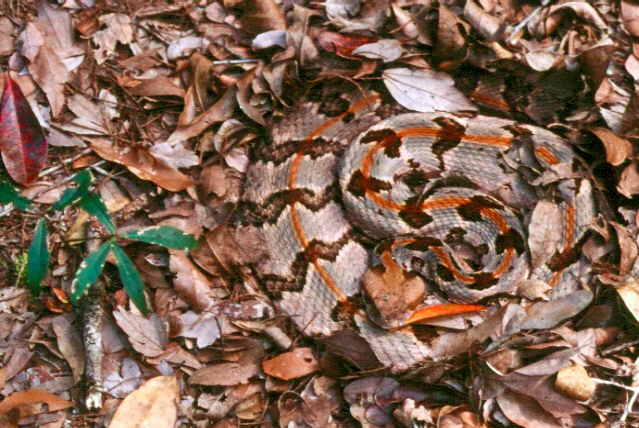
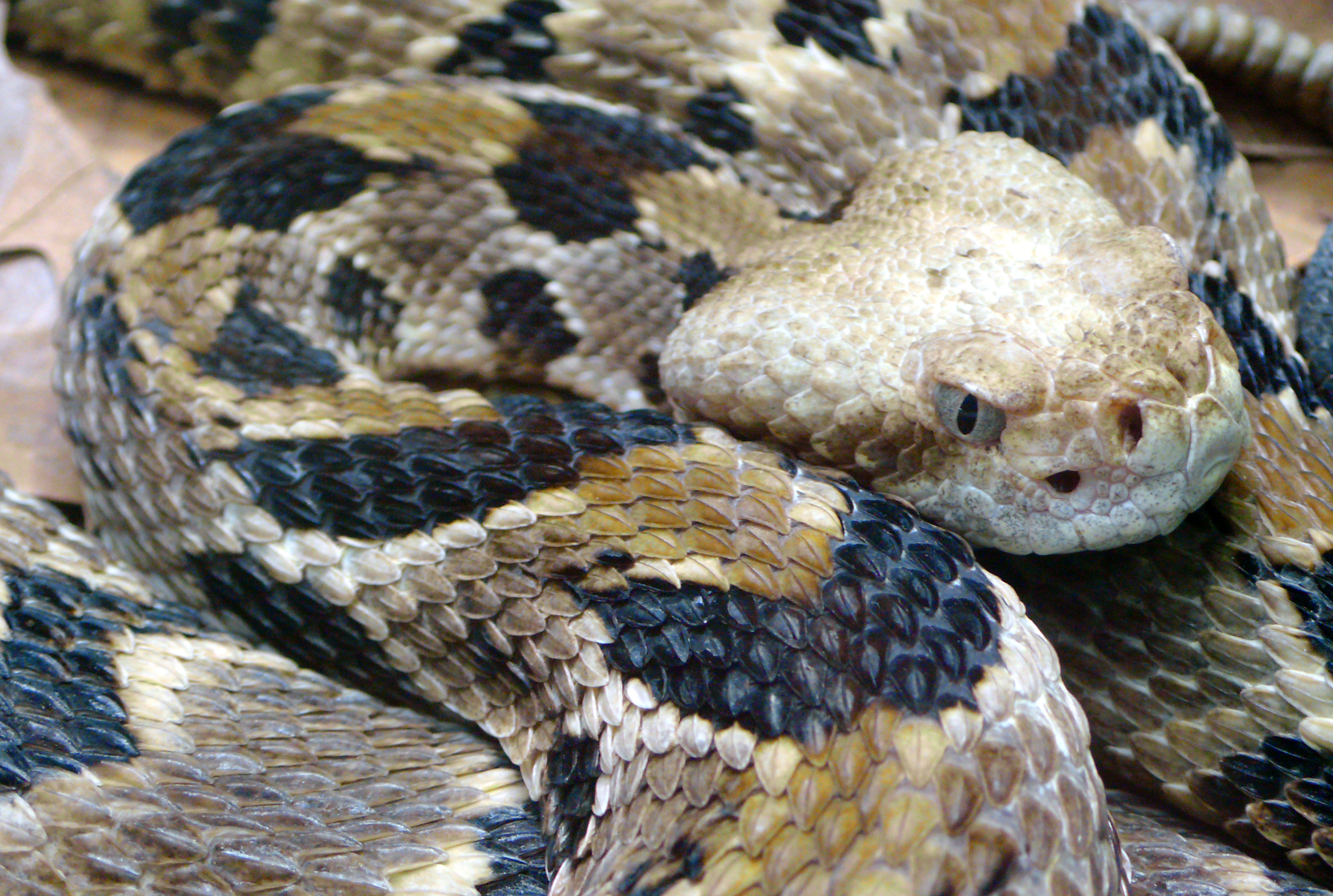